# جوناثان لويس (جراح)
جوناثان لويس (بالإنجليزية: Jonathan Lewis)‏ هو جراح أمريكي، ولد في 1959.